# Strumaria pygmaea
Strumaria pygmaea är en amaryllisväxtart som beskrevs av Deirdré Anne Snijman. Strumaria pygmaea ingår i släktet Strumaria och familjen amaryllisväxter. Inga underarter finns listade i Catalogue of Life.